# Acer chingii
Acer chingii — вид квіткових рослин з родини сапіндових (Sapindaceae).

## Опис
Дерева 10–15 метрів заввишки, однодомні. Кора білувата. Гілочки тонкі, голі. Листя опадне: ніжка ≈ 3 см, запушена; листкова пластинка майже округла, ≈ 10 см, абаксіально (низ) світло-зелена й гола за винятком запушеної середньої жилки, адаксіально темно-зелена й гола, основа серцеподібна чи майже так, 5-лопатева; частки ланцетні, край цільний чи рідко притиснуто до вершини зубчастий, верхівка загострена; середня частка ≈ 5.5 × 2 см. Суцвіття щиткоподібне, ≈ 5 см, голе. Чашолистків 5, жовтувато-зелені, довгасті. Пелюсток 5, білі, обернено-яйцеподібні. Тичинок 8. Плоди жовтуваті; горішки опуклі; крило з горішком 18–20 × 5–7 мм, крила гостро розправлені. Квітне у квітні, плодить у серпні.

## Поширення
Вид є ендеміком південно-центрального й південно-східного Китаю: пн. Гуансі, пд. Гуйчжоу.
Населяє ліси; на висотах від 1200 до 2000 метрів.

## Використання
Немає інформації про використання та торгівлю цим видом.